# Mireya Moscoso

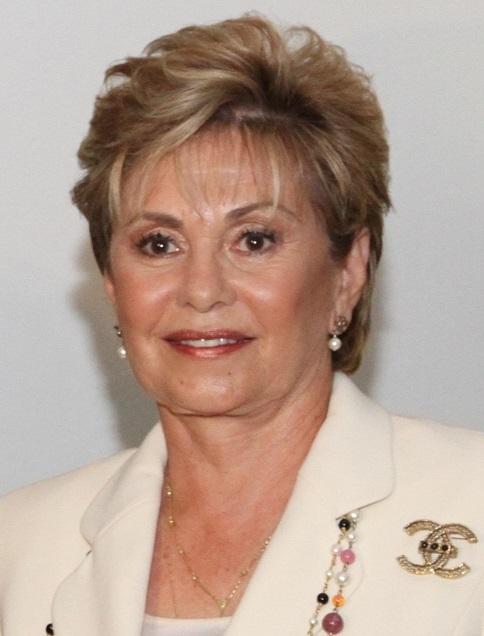
Mireya Moscoso vào năm 2012

Mireya Moscoso (sinh ngày 1 tháng 7 năm 1946) là một chính trị gia người Panama. Bà là một người phụ nữ của gia đình khiêm tốn, người ban đầu trở thành một thư ký, sau đó trở thành một người vận động cho Tổng thống Arnulfo Arias. Khi Arias bị đày đến Hoa Kỳ, người phụ nữ trẻ đi theo và cuối cùng kết hôn vị Tổng thống. Bà đã theo học thiết kế bên trong từ Cao đẳng Cộng đồng Miami-Dade tại Hoa Kỳ. Sau cái chết của Arias, bà tiếp nối chồng bà như là vị lãnh đạo của Đảng Arnulfista. Như là một thành viên của đảng này, bà tranh cử trong hai cuộc bầu cử Tổng thống. Lần đầu bà thất bại trước đối thủ Ernesto Pérez Balladares, nhưng sau đó quay lại tranh cử để có thể giành phiếu từ Martin Torrijos. Là nữ Tổng thống đầu tiên của Panama bà đã thực hiện các nỗ lực để có thể kiểm soát kênh Panama cũng như cố gắng giải quyết các vấn đề môi trường thường thấy trong quốc gia của mình. Tuy nhiên, có những luật nghiêm ngặt chống lại tiêu dùng công cộng đã ngăn bà thực hiện cuộc cải cách luật pháp mới. Thêm vào đó, có những điều tra về sự thiên vị cũng như tham nhũng chống lại bà và chính phủ của bà. Bà không thể bám vào sự thích ban đầu mọi người dành cho bà và sau đó những dân biểu của Đảng Arnulfista đã thất bại diện rộng. Bà được tiếp nối bởi Martin Torrijos, một thành viên của Đảng Cách mạng Dân chủ, người được xem là làm được nhiều điều tốt đẹp hơn Moscoso.

## Tuổi thơ và cuộc sống đầu đời[1]
Mireya Elisa Moscoso sinh ra tại Pedasí, Panama, là con gái của một giáo viên nghèo vào ngày 1 tháng 7 năm 1946 và bà là con út trong gia đình có sáu người con. Bà được xét làm thư ký trong một thời gian cho đến khi bà bắt đầu vận động với tính chất đại diện cho ứng cử viên tổng thống Arnulfo Arias vào năm 1968. Arias đã được chọn làm Tổng thống quốc gia Panama trong hai lần trước đó, những đã phải bước xuống từ quyền lực trước khi có thể hoàn thành nhiệm kỳ tổng thống của mình. Ông đã phải đối mặt với một cuộc đảo chính được thực hiện bởi quân đội Panama. Vào thời gian đó, ông thắng cuộc tranh cử nhưng chỉ làm việc trong vòng 9 ngày.
Theo sau các hoạt động của giới quân đội trong nhiệm kỳ thứ ba của Arias, ông đã phải tị nạn tại Miami, Hoa Kỳ và được đi theo bởi Mireya. Vào năm tiếp theo, năm 1969, Moscoso, khi mới chỉ có 23 tuổi, cưới một vị Tổng thống đã 67 tuổi. Trong hoàn cảnh đó, người vợ trẻ theo học khoa thiết kế nội thất từ Cao đẳng Cộng đồng Miami-Dade. Vào năm 1988, Arias qua đời, nhường quyền quản lý kinh doanh cà phê, người trở thành chủ tịch của Đảng Arnulfista 3 năm sau đó.

## Sự nghiệp[1]
Vào năm 1994, Mireya tham gia vào tranh cử tổng thống như một đại biểu của Đảng Arnulfista. Các đối thủ của bà là Ernesto Pérez Balladares, đại biểu của Đảng Cách mạng Dân chủ và Rubén Blades, ca sĩ và ứng viên đến từ Đảng Papa Egoro. Balladares đã chiến thắng cuộc bầu cử với 33% số phiếu và trở thành kế tiếp của Tổng thống Panama Guillermo Endara. Moscoso và Blades lần lượt giành được 29% và 17% tổng số phiếu.
Vào năm 1999, Moscoso được chọn một lần nữa để tranh cử tổng thống, lần này đối thủ của bà là Martín Torrijos của Đảng Cách mạng Dân chủ. Nữ ứng cử viên tổng thống đã sử dụng câu khẩu hiệu bằng tiếng Latin "Vox populi, vox Dei" (tiếng nói của nhân dân là tiếng nói của Chúa). Bà cũng sử dụng tiếng tăm của người chồng của mình và hứa rằng sẽ quan tâm đến các vấn đề về giáo dục, nghèo đói và sự tư hữu nếu như được bầu cử. Ban đầu, người dân nghi ngờ về khả năng của bà bởi vì bà không có bất kỳ kinh nghiệm chính trị nào cũng như không có sự giáo dục thích đáng. Tuy nhiên, cuối cùng bà giành chiến thắng, đánh bại Torijos với 45% tổng số phiếu.
Moscoso nhậm chức vào ngày 1 tháng 9 năm 1999 và người chị của bà là Ruby Moscoso được tuyên bố là Đệ nhất Phu nhân Panama. Trong thời kỳ của bà, Đảng Cách mạng Dân chủ nắm được tại Quốc hội Lập pháp Panama. Đồng thời, cựu Tổng thống Balladares đã đưa ra những điều luật nghiêm khắc chống lại quỹ tiêu dùng công cộng, từ đó chống lại nỗ lực của tổng thống đương nhiệm để có thể thực hiện một cuộc cải cách.
Moscoso đã đảm bảo, theo Hiệp ước Torrijos-Carter, rằng Hoa Kỳ sẽ giao quyền kiểm soát kênh đào Panama cho chính phủ của bà. Một khi điều đó được thực hiện xong, bà phải giải quyết các vấn đề về môi trường trên kênh đào. Khu vực này trước đây được sử dụng bởi Quân đội Hoa Kỳ để có thể thử bom cũng như các vũ khí sinh hóa học. Khu vực này cũng có nhiều dịch bệnh bởi sự nhiễm bẩn, các vũ khí không được sử dụng và lượng lớn uranium. Nữ tổng thống đã giải tán những người lao động của Đảng Cách mạng Dân chủ từ "nhà chức trách kênh đào Panama", và đã thuê nhà kinh doanh Ricardo Martinelli là người đứng đầu công việc bà mong muốn làm. Tuy nhiên, điều kiện kinh tế của Panama đã trở nên hỏng bởi vì Quân đội Hoa Kỳ ngừng hỗ trợ cho khu vực này.
Nữ tổng thống đã cố gắng đưa các tội các quốc tế vào một sự ngăn chặn bằng việc giới thiệu các luật mới để có thể kiểm tra sự tham nhũng. Trớ trêu thay, sự xét xử các tội phạm địa phương nổi lên trong nước, và Moscoso đã bị áp lực bởi chính phủ Hoa Kỳ về việc gửi người tị nạn mang tên Vladimiro Montesinos, một gián điệp đến từ Peru. Gián đẹp người Peru này đã trốn chạy từ quốc gia của mình sau khi bị truy nã vì tội hối lộ một thành viên của Quốc hội Peru.
Vào tháng 12 năm 2000, Moscoso đã tạo nên một sư khuấy động khi bà thiết lập một ủy nhiệm chính xác để chỉ huy một tìm kiếm tại Lực lượng Quốc gia Panama. Quyết định đã bị thúc đẩy sau khi tìm được một bộ phận và xác nhận nó là của mục sư Jesús Héctor Gallego Herrera, một người đã chết trong chế độ độc tài của Omar Torrijos. Quyết định này đã bị tố cáo bởi Quốc hội và chủ tịch của Đảng Cách mạng Dân chủ Balbina Herrera. Ủy nhiệm chính xác, tuy nhiên, đã tìm được một số kẻ giết người đã chiếm địa điểm có quân đội quản lý. Hầu hết những đối tượng này được đưa ra bởi chính phủ của lãnh đạo quân đội bị phế truất Noriega.
Là một Tổng thống, Moscoso đối mặt với các điều tra về sự thiên vị trong các quyết định của chính phủ, và đối mặt với các điều tra về tham nhũng. Kinh tế tiếp tục bị suy sụp, khi bà được cho là tố cáo các thành viên của Quốc hội sở hữu đồng hồ đeo tay trị giá 146000 dollar Mỹ. Đến khi kết thúc nhiệm kỳ của nữ tổng thống, bà đã bị nhân dân buộc từ chức bởi sự không hiệu quả và gian lận.
Vào cuộc bầu cử năm 2004, Martin Torrijos đã nối tiếp bà trở thành tổng thống tiếp theo của Panama. Sau khi kết thúc nhiệm kỳ tổng thống, Moscoso vẫn tiếp tục hoạt động chính trị như là một thành viên của đảng đối thủ của Torrijos.

## Điểm nhấn chính[1]
- Với tư cách là Tổng thống Panama, Moscoso có trách nhiệm trong việc quản lý kênh đào Panama và giải quyết các vấn đề môi trường ở khu vực kênh đào vốn là nơi được sử dụng để thử vũ khi của Quân đội Hoa Kỳ.

## Giải thưởng và thành tựu[1]
- Vào ngày 26 tháng 11 năm 2002, bà được trao giải Viên chức lớn của Dòng Saint-Charles bởi chính phủ của Monaco. Năm sau đó, chính phủ Monaco lại vinh danh bà với giải thưởng Thập giá Lớn.

## Đời tư vàdi sản[1]
Vào năm 1969, Moscoso đã cưới vị cựu Tổng thống 67 tuổi Arias, người qua đời ở tuổi 86. Sau đó, bà kết hôn với Richard Gruber, một doanh gia, vào năm 1991. Cặp vợ chồng chấp nhận một đứa con trai. Sau 6 năm kết hôn, họ chia tay.

## Thông tin khác[1]
Trước khi nhiệm kỳ tổng thống của bà kết thúc, bà đã phóng thích tù nhân người Cuba Luis Posada Carriles, Gaspar Jimenez, Pedro Remon và Guillermo Novo Sampol. Họ âm mưu ám sát lãnh đạo cộng sản Fidel Castro, đã khiến cho Cuba cắt đứt các mối quan hệ với Panama. 